# Coluna (Minas Gerais)
Coluna é um município brasileiro do estado de Minas Gerais. Seu nome deriva de uma serra existente na região, a “Serra da Coluninha”. Sua população, conforme o censo de 2022, é de 8 163 habitantes. Localiza-se no Vale do Rio Doce.

## História
Os primeiros moradores da região, Manoel Gonçalves Prudente (também conhecido como Manoel Pena) e sua esposa Delfina Maria da Conceição, doaram parte de suas terras para a formação de um povoado, no ano de 1885. Este recebeu o nome de Santo Antônio da Coluna.
No mesmo ano de 1885, no dia 15 de agosto, foi erguido um cruzeiro no centro do povoado, pelo bispo Dom João Antônio dos Santos. No local foi erguida uma capela que hoje constitui a Igreja Matriz Santo Antônio de Coluna, um dos principais pontos turísticos da cidade.
Em meados de 1889, várias famílias se mudaram para a área, desenvolvendo a região. Os responsáveis por este crescimento foram Francisco Gomes Lisboa, Joaquim Marques da Fonseca, Herculano da Silva Torres, Teófilo Pereira de Oliveira, Joaquim Gomes de Oliveira e o já citado Manoel Pena.
No ano seguinte, o povoado foi elevado a condição de distrito, pelo decreto estadual nº 192, de 20 de setembro de 1890 e pela lei estadual nº 2, de 14 de setembro de 1891.
No ano de 1923, o nome do distrito foi reduzido para Coluna, por meio da lei estadual nº 843, de 7 de setembro deste ano. Além disso, o distrito, então pertencente ao município de Peçanha, foi transferido para o município de São João Evangelista.
Com o decreto-lei estadual nº 1058, de 31 de dezembro de 1943, o distrito de Coluna adquiriu parte do distrito de São José do Jacuri, pertencente ao município de Peçanha. A divisão territorial atual data de 1960.
Em 1953, com o desenvolvimento da região, foi criado o município de Coluna. 

## Hidrografia
O município está localizado na sub-bacia hidrográfica do rio Suaçuí Grande, sendo esta, por sua vez, localizada na bacia hidrográfica do rio Doce.
O sistema hidrográfico colunense abrange apenas alguns córregos e riachos, dos quais podemos citar:
- O córrego do Jácome e o Matinada, que têm suas nascentes a poucos quilômetros da cidade de Coluna, correndo paralelamente até que o Jácome se una ao Matinada, indo este desaguar no rio Suaçuí Grande, que é um limite natural entre os municípios de Coluna e Paulistas.[8]
- O rio Japão, que nasce na parte oeste do município, na comunidade do Bomfim, a 6 quilômetros da cidade, e corre para o sul, indo desaguar no rio Suaçuí Grande.
- O córrego São Joaquim, que nasce a 6 quilômetros da cidade de Coluna, desaguando no rio Matinada, já dentro da cidade.
- O córrego São Pedro, que nasce na comunidade do Bomfim, e corre para o oeste, desaguando no rio Cocais, já no limite com o município de Rio Vermelho.
- Entre outros rios de menor importância podemos citar: São Matheus, São José, Piaus, entre outros, os quais também deságuam no rio Suaçuí Grande.[9]

## Turismo

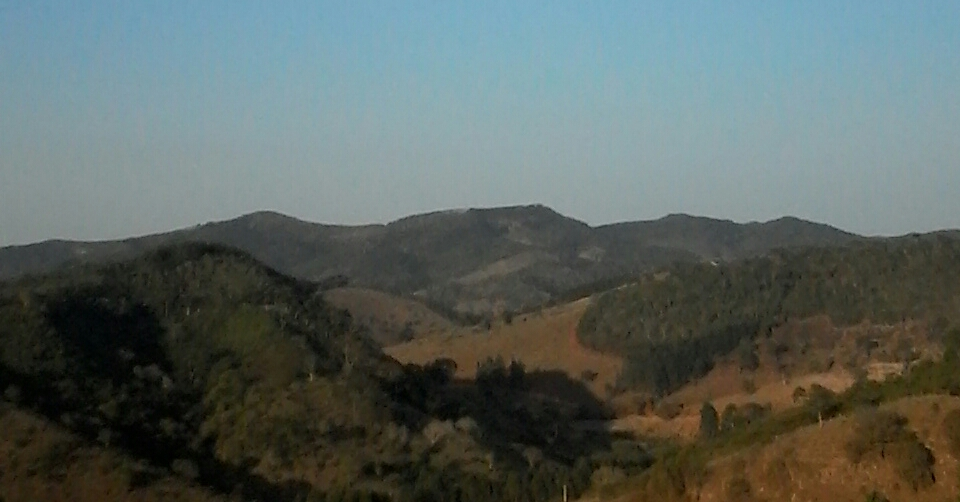
Paisagem com a serra da Coluninha ao fundo

Todas os anos, no município, acontece um evento chamado “Festa de Colunenses Ausentes e Amigos de Coluna”. Tal acontecimento atrai a atenção da maior parte dos moradores da região e de municípios vizinhos. O evento teve duração de quatro dias até o ano de 2016. A partir de 2017, o evento passou a ter duração de cinco dias, sendo realizado no mês de julho, geralmente na penúltima semana do mês. Na festa os visitantes e os cidadãos colunenses podem contar com shows, barracas diversas, torneios de sinuca, peteca e etc. Também na quarta-feira que antecede o início da festa acontece uma admirada cavalgada.
Alguns pontos turísticos são a Igreja Matriz; a Casa de Cultura Mata Virgem, no Córrego do Japão e o cruzeiro, erguido em um morro próximo da praça central de Coluna. O município oferece  atrativos naturais como a Serra da Coluninha, com aproximadamente 700 metros de altitude, sendo local de uma incrível vista panorâmica da região. Podemos citar também as cachoeiras da Fumaça e Pitangueiras, situadas no Rio Suaçuí. Nas proximidades da cidade, um local bastante visitado é a Cachoeira Santa Joana, já no município de Itamarandiba.

## Economia
Na agricultura, destaca-se principalmente o alho, fonte de renda para o município. O café, o feijão, a cana-de-açúcar e o milho também são produzidos. São famosos também os queijos e doces fabricados em Coluna. Recentemente, tem sido desenvolvida a fabricação de tapetes arraiolos na região.
O principal acesso à cidade se dá pela rodovia MG-117.